# Waltraud Meier
Waltraud Meier (* 9. Januar 1956 in Würzburg) ist eine deutsche Opernsängerin (Mezzo- und dramatischer Sopran) sowie Wagner-Interpretin.

## Leben
Waltraud Meier sang bereits während ihrer Schulzeit in fünf verschiedenen Chören, entschied sich nach dem Abitur jedoch zunächst für ein Studium der Anglistik und Romanistik. 1976 folgte die Entscheidung, gänzlich die sängerische Laufbahn einzuschlagen. Sie studierte Gesang u. a. bei Dietger Jacob. Ihr Debüt hatte sie in der Rolle der Lola in Cavalleria rusticana am Würzburger Stadttheater. In den darauffolgenden Jahren erarbeitete sich die Sängerin ein breites Repertoire und es folgten Engagements in Mannheim (1976–1978), Dortmund (1980–1983), Hannover (1983–1984) und Stuttgart (1985–1988). Ihr internationales Debüt gab Waltraud Meier 1980 in Buenos Aires am Teatro Colón als Fricka in der Walküre.
1983 begann sie ihre Karriere in Bayreuth als Kundry in Richard Wagners Parsifal. In dieser Rolle brillierte sie in den folgenden zehn Jahren jährlich bei den Bayreuther Festspielen. Der Musikkritiker Joachim Kaiser nannte sie seinerzeit (1995 in der Illustrierten Bunte) die „Callas der Jetzt-Zeit“. 1993 wechselte die Sängerin in das dramatische Sopranfach, woraufhin sie die Rolle der Isolde in der Inszenierung von Heiner Müller übernahm und bis 1999 verkörperte. Im Jahr 2000 folgte ebenfalls in Bayreuth der „Millennium-Ring“, inszeniert von Jürgen Flimm und dirigiert von Giuseppe Sinopoli, in dem Meier die Sieglinde in der Walküre an der Seite von Plácido Domingo sang. Lange Jahre bildete sie bei den Festspielen mit Siegfried Jerusalem das sogenannte Bayreuther Traumpaar. Mit Jerusalem war sie u. a. in Parsifal (1987–1988, Regie: Götz Friedrich, Dirigenten: James Levine und Daniel Barenboim), in der Götterdämmerung (1988–1992, Regie: Harry Kupfer, Dirigent: Daniel Barenboim) sowie in Tristan und Isolde (1993–1999, Regie: Heiner Müller, Dirigent: Daniel Barenboim), zu erleben.
Durch ihre Rollen der Kundry, Isolde, Ortrud (Lohengrin), Venus (Tannhäuser) und Sieglinde gilt die Sängerin als eine der international bedeutendsten Wagnerinterpretinnen. In der Saison 2003/2004 war Meier ausschließlich als Liedinterpretin und Konzertsängerin zu hören. 2007 eröffnete sie mit der Titelrolle in Tristan und Isolde die Saison an der Mailänder Scala in der Regie von Patrice Chéreau unter der Leitung von Daniel Barenboim.
Am 29. Dezember 2014 verkörperte sie zum letzten Mal die Rolle der Isolde an der Staatsoper Berlin unter der Leitung von Daniel Barenboim und wurde nach der Vorstellung zum Ehrenmitglied der Deutschen Staatsoper Berlin ernannt. Im Juli 2015 war sie bei den Münchner Opernfestspielen letztmals als Isolde zu erleben. Am 28. März 2016 war sie bei den Berliner Osterfestspielen an der Deutschen Staatsoper Berlin, ebenfalls unter der Leitung von Daniel Barenboim, das letzte Mal als Kundry zu hören. Am 10. August 2018 sang sie bei den Bayreuther Festspielen letztmals die Rolle der Ortrud und verabschiedete sich damit endgültig von den Bayreuther Festspielen.
Am 6. September 2020 war sie die Altsolistin bei der Open-Air-Aufführung der 9. Sinfonie von Ludwig van Beethoven durch die Staatsoper Berlin unter Daniel Barenboim auf dem Bebelplatz in Berlin.
Am 9. Januar 2022, ihrem Geburtstag,  trat Meier ein letztes Mal in der Mailänder Scala auf. Mit diesem Konzert nahm sie Abschied von den italienischen Bühnen. Am 10. Februar 2023 sang sie an der Dresdner Semperoper zum letzten Mal in ihrer Laufbahn die Partie der Waltraute in der Götterdämmerung unter der Leitung von Christian Thielemann und nahm damit Abschied vom Wagner-Repertoire. Mit ihrem Auftritt als Klytämnestra in Elektra an der Staatsoper Berlin nahm Waltraud Meier am 20. Oktober 2023 ihren endgültigen Abschied von der Opernbühne.

## Auszeichnungen und Ehrungen
- Ernennung zur Bayerischen Kammersängerin und Österreichischen Kammersängerin
- 2003: Grammy Award für ihre Leistung als Venus in der Einspielung des Tannhäuser
- 2005: Ordre des Arts et des Lettres (Commandeur)
- 2011: Lotte-Lehmann-Ring der Wiener Staatsoper[10]
- 2011: Kulturpreis Bayern
- 2013: Bayerischer Staatspreis für Musik
- 2014: Ehrenmitglied der Deutschen Staatsoper Berlin
- 2016: Richard-Wagner-Preis der Stadt Leipzig
- 2017: Ehrenmitglied der Wiener Staatsoper[11]
- 2024: Lebens- und Ehrenpreis der Oper!-Awards[12]

## Diskografie (Auswahl)

### LP / CD
- Ludwig van Beethoven: Missa solemnis op. 123. English Chamber Orchestra, Dirigent: Jeffrey Tate (EMI; 1990)
- Ludwig van Beethoven: Fidelio. Staatskapelle Berlin, Dirigent: Daniel Barenboim (Warner Classics; 1999)
- Ludwig van Beethoven: Sinfonie Nr. 9 d-moll op. 125. Berliner Philharmoniker, Dirigent: Claudio Abbado (Sony Classics; 2000)
- Ludwig van Beethoven: Missa solemnis op. 123. Chicago Symphony Orchestra, Dirigent: Daniel Barenboim (Elatus; 2004)
- Ludwig van Beethoven: Fidelio. Orquesta de la Comunitat Valencia, Dirigent: Zubin Mehta (Unitel Classica; 2006)
- Ludwig van Beethoven: Sinfonie Nr. 9 d-moll op. 125. West-Eastern Divan Orchestra, Dirigent: Daniel Barenboim (Decca; 2012)
- Alban Berg: Wozzeck. Staatskapelle Berlin, Dirigent: Daniel Barenboim (Teldec; 1997)
- Johannes Brahms / Franz Schubert / Robert Schumann: Lieder. U. a. Frauenliebe und -leben. Mit Gerhard Oppitz, Klavier (BMG Classics; 1998)
- Gustav Mahler: Symphony Nr. 3 d-moll., London Philharmonic Orchestra, Dirigent: Klaus Tennstedt (ICA Classics; 1986)
- Gustav Mahler: Das Lied von der Erde. Mit Siegfried Jerusalem, Chicago Symphony Orchestra, Dirigent: Daniel Barenboim (Erato; 1992)
- Gustav Mahler: Das klagende Lied. Mit Cheryl Studer, Reiner Goldberg, Thomas Allen, Philharmonia Orchestra, Dirigent: Giuseppe Sinopoli (Deutsche Grammophon; 1992)
- Gustav Mahler: Symphony Nr. 2 c-moll. Mit Cheryl Studer, Wiener Philharmoniker, Dirigent: Claudio Abbado (Deutsche Grammophon; 1994)
- Gustav Mahler: Symphony Nr. 3 d-moll. Mit u. a. Radio-Sinfonieorchester Stuttgart des SWR, Dirigent: Giuseppe Sinopoli, Aufnahme von 1996 (Weitblick; 2010)
- Gustav Mahler: Symphony Nr. 8 Es-Dur. Mit u. a. Cheryl Studer, Hans Sotin, Philharmonia Orchestra, Dirigent: Giuseppe Sinopoli (Deutsche Grammophon; 1998)
- Gustav Mahler: Rückert-Lieder/Kindertotenlieder. Symphonieorchester des Bayerischen Rundfunks, Dirigent: Lorin Maazel (RCA; 1999)
- Gustav Mahler: Das Lied von der Erde. Mit Ben Heppner, Symphonieorchester des Bayerischen Rundfunks, Dirigent: Lorin Maazel (BMG Entertainment; 2000)
- Wolfgang Amadeus Mozart: Requiem. Berliner Philharmoniker, Dirigent: Riccardo Muti (Favorite Classics; 1987)
- Camille Saint-Saens: Samson und Dalila. Orchestre de l’Opera de Bastille, Dirigent: Myung-Whun Chung (EMI Classics; 1998)
- Arnold Schönberg: Die Gurrelieder. Münchner Philharmoniker, Dirigent: James Levine (Oehms Classics; 2001)
- Richard Strauss: Elektra. Staatskapelle Berlin, Dirigent: Daniel Barenboim (Teldec; 1994)
- Richard Strauss: Elektra. Staatskapelle Dresden, Dirigent: Christian Thielemann (Deutsche Grammophon; 2014)
- Richard Strauss / Franz Schubert: Lieder. u. a. Vier letzte Lieder. Mit Joseph Breinl, Klavier (Farao Classics, 2007)
- Giuseppe Verdi: Don Carlo. Orchestre de Paris, Dirigent: Antonio Pappano (EMI Classics, 1996)
- Richard Wagner: Parsifal. Orchester der National Oper Wales, Dirigent: Reginald Goodall (EMI Classics; 1985)
- Richard Wagner: Parsifal. Orchester der Bayreuther Festspiele, Dirigent: James Levine (Philips; 1985)
- Richard Wagner: Tannhäuser. Symphonieorchester des Bayerischen Rundfunks, Dirigent: Bernard Haitink (EMI; 1985)
- Richard Wagner: Die Walküre. Symphonieorchester des Bayerischen Rundfunks, Dirigent: Bernard Haitink (EMI classics; 1988)
- Richard Wagner: Götterdämmerung. Bayerisches Staatsorchester, Dirigent: Wolfgang Sawallisch (EMI classics; 1989)
- Richard Wagner: Parsifal. Berliner Philharmoniker, Dirigent: Daniel Barenboim (Deutsche Grammophon; 1991)
- Richard Wagner: Tannhäuser. Staatskapelle Berlin, Dirigent: Daniel Barenboim (Teldec; 1991)
- Richard Wagner: Wesendonck-Lieder. Und Gustav Mahler: Kindertotenlieder. Orchestre de Paris, Dirigent: Daniel Barenboim (Erato/Warner Classics; 1991)
- Richard Wagner: Götterdämmerung. Orchester der Bayreuther Festspiele, Dirigent: Daniel Barenboim (Teldec; 1992)
- Richard Wagner: Wagner-Gala. Mit Cheryl Studer, Siegfried Jerusalem, Bryn Terfel, Berliner Philharmoniker, Dirigent: Claudio Abbado (Deutsche Grammophon; 1994)
- Richard Wagner: Lohengrin. Wiener Philharmoniker, Dirigent: Claudio Abbado (Deutsche Grammophon; 1994)
- Richard Wagner: Tristan und Isolde. Berliner Philharmoniker, Dirigent: Daniel Barenboim (Deutsche Grammophon; 1994)
- Richard Wagner: Waltraud Meier singt Wagner. Symphonieorchester des Bayerischen Rundfunks, Dirigent: Lorin Maazel (RCA; 1997)
- Richard Wagner: Die Walküre. Bayerisches Staatsorchester, Dirigent: Zubin Mehta (Farao classics; 2002)
- Richard Wagner: Parsifal. Orchester der Wiener Staatsoper, Dirigent: Christian Thielemann (Deutsche Grammophon; 2006)
- Richard Wagner: Tannhäuser. Deutsches Symphonieorchester Berlin, Dirigent: Philippe Jordan (ArtHouse Music; 2009)
- Richard Wagner: Die Walküre. Wiener Philharmoniker, Dirigent: Christian Thielemann (Deutsche Grammophon; 2013)

### DVD
- Ludwig van Beethoven: Fidelio. Orquesta de la Comunitat Valencia, Dirigent: Zubin Mehta (Unitel Classica; 2006)
- Alban Berg: Wozzeck. Staatskapelle Berlin, Dirigent: Daniel Barenboim (Teldec; 1994)
- Gustav Mahler: Das Lied von der Erde. Mit Torsten Kerl, WDR-Sinfonieorchester Köln, Dirigent: Semyon Bychkov (Medici Arts; 2001)
- Richard Strauss: Elektra. Wiener Philharmoniker, Dirigent: Daniele Gatti (ArtHouse Music; 2010)
- Richard Strauss: Elektra. Orchestre de Paris, Dirigent: Esa-Pekka Salonen (BelAir Classics; 2013)
- Giuseppe Verdi: Don Carlo. Orchestre du Chatelet, Dirigent: Antonio Pappano (NYC Arts; 2000)
- Richard Wagner: Parsifal. Staatskapelle Berlin, Dirigent: Daniel Barenboim (Metropolitan Munich; 1992)
- Richard Wagner: Götterdammerung. Orchester der Bayreuther Festspiele, Dirigent: Daniel Barenboim (Teldec; 1992)
- Richard Wagner: Parsifal. Orchester der Metropolitan Opera, Dirigent: James Levine (Deutsche Grammophon; 1993)
- Richard Wagner: Tannhäuser. Bayerisches Staatsorchester, Dirigent: Zubin Mehta (ArtHouse Music; 1995)
- Richard Wagner: Tristan und Isolde. Orchester der Bayreuther Festspiele, Dirigent: Daniel Barenboim (Deutsche Grammophon; 1995)
- Richard Wagner: Tristan und Isolde. Bayerisches Staatsorchester, Dirigent: Zubin Mehta (ArtHouse Music; 1998)
- Richard Wagner: Parsifal. Deutsches Symphonieorchester Berlin, Dirigent: Kent Nagano (Opus Arte; 2005)
- Richard Wagner: Tristan und Isolde. Orchester der Mailänder Scala, Dirigent: Daniel Barenboim (Virgin Classics; 2007)
- Richard Wagner: Götterdämmerung Orchester der Metropolitan Opera, Dirigent: James Levine (Deutsche Grammophon; 2012)
- Richard Wagner: Die Walküre. Orchester der Mailänder Scala, Dirigent: Daniel Barenboim (ArtHouse Music; 2010)
- Richard Wagner: Götterdämmerung. Orchester der Mailänder Scala, Dirigent: Daniel Barenboim (ArtHouse Music; 2013)
- Richard Wagner: Lohengrin. Orchester der Bayreuther Festspiele, Dirigent: Christian Thielemann (Deutsche Grammophon; 2018)